# Attogram
Attogram är en SI-enhet som motsvarar 10−18 gram, alltså en triljondels gram. SI-symbolen för attogram är ag.
Namnet kommer från SI-prefixet atto, som är lika med en triljondel.